# Wyka kosmata
Wyka kosmata, wyka ozima (Vicia villosa Roth.) – gatunek rośliny zielnej z rodziny bobowatych. W stanie dzikim występuje pospolicie na terenach nizinnych i w niższych partiach gór klimatu umiarkowanego, od Półwyspu Iberyjskiego po Azję Mniejszą, na Wyspach Kanaryjskich. W Polsce jest antropofitem. 

## Morfologia
PokrójRoślina pokładająca się i wspinająca, do 150 cm długości pędów.
ŁodygaMiękko, kosmato owłosiona, wiotka. Włoski o długości 1–2 mm.
LiściePierzastozłożone o 8–10 parach podłużnych listków. Liść zakończony organem czepnym (wąsikami).
KwiatyZebrane w gęste, groniaste kwiatostany, osadzone na długich szypułkach. Grona liczą po 10–40 kwiatów, przed zakwitnięciem bardzo kosmate. Ząbki kielicha orzęsione. Korona kwiatu długości 15–20 mm, w kolorze niebieskofioletowym i czerwonofioletowym.
OwocKilkunasienny, nagi strąk.

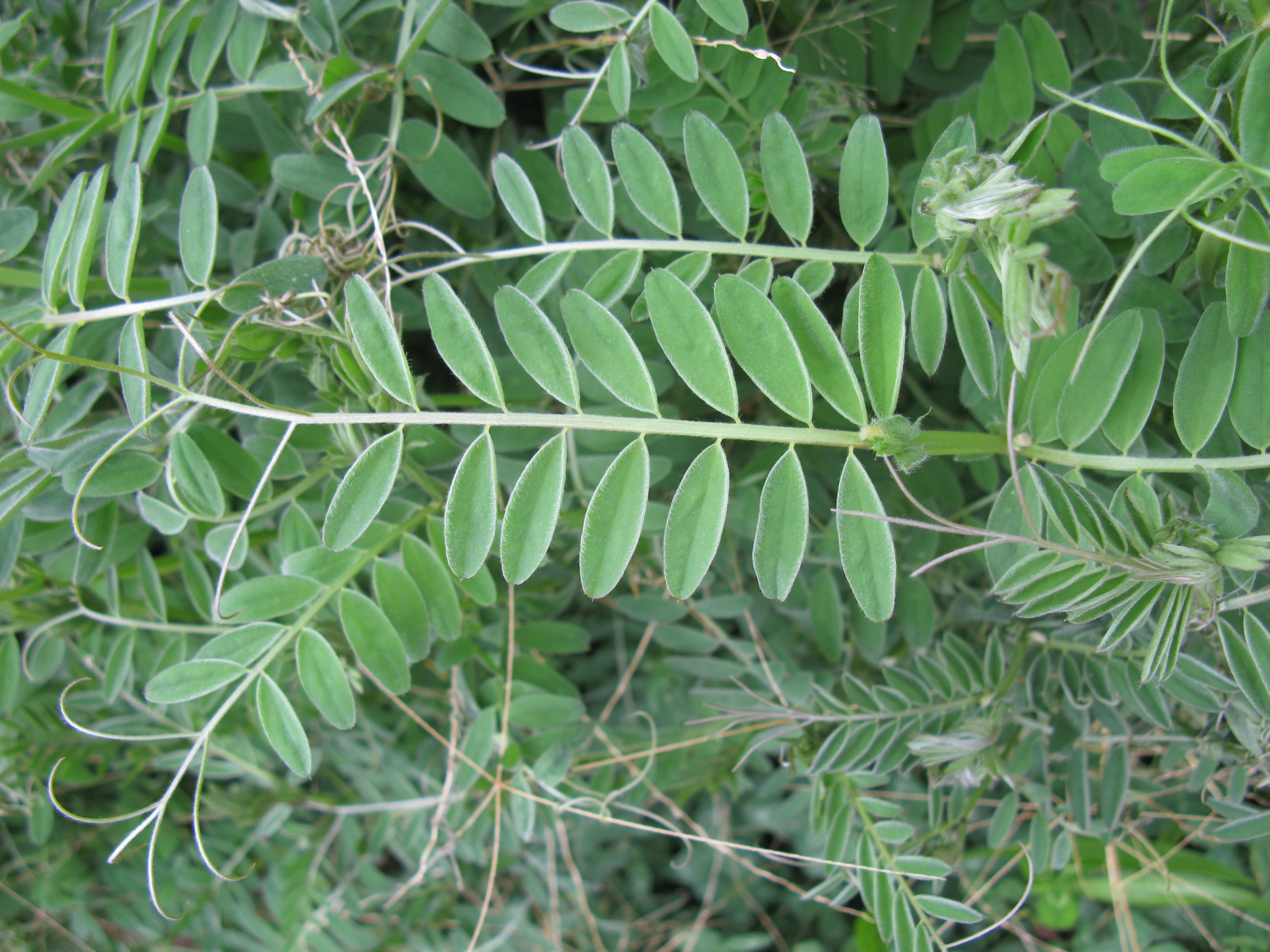
Liście
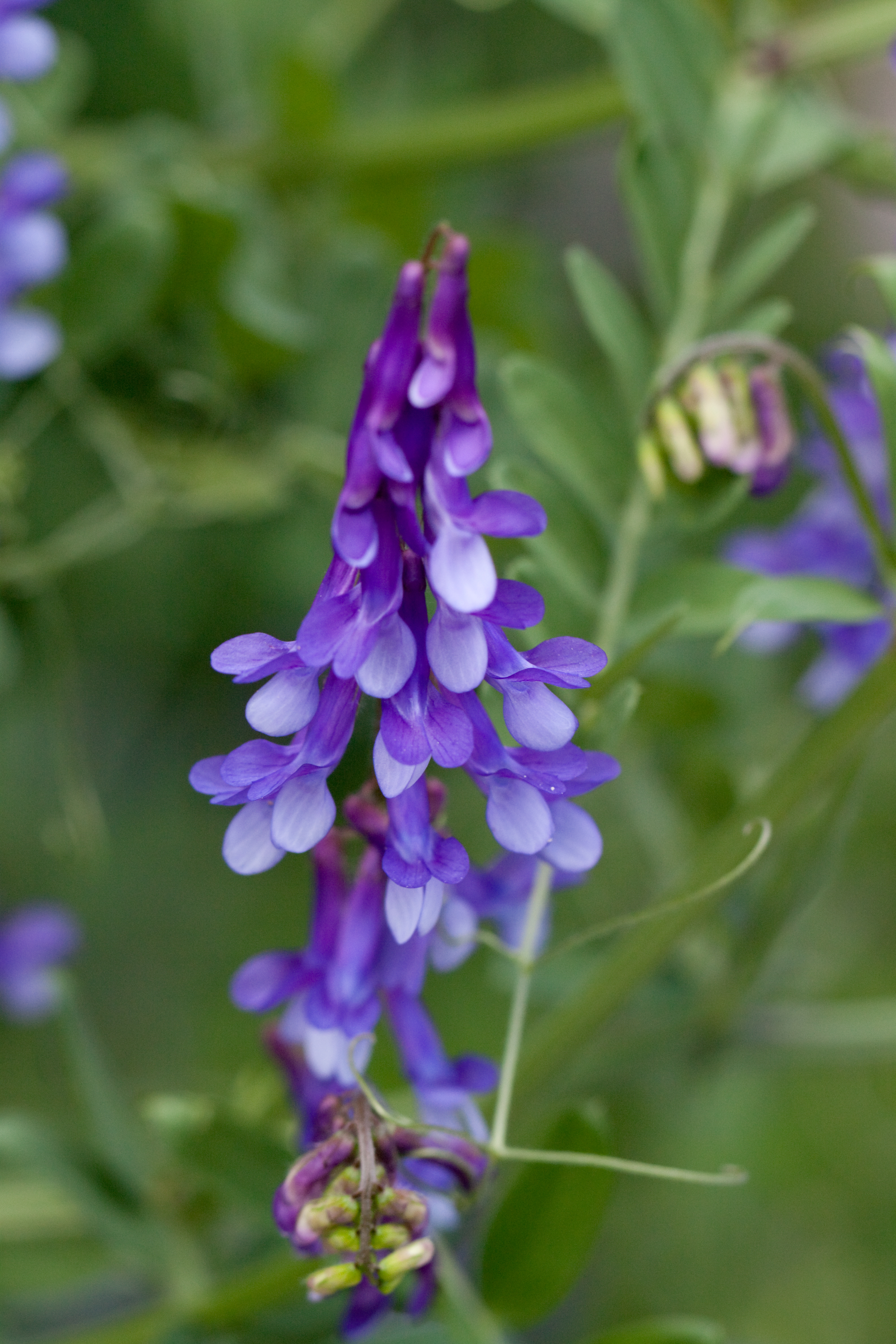
Kwiatostan
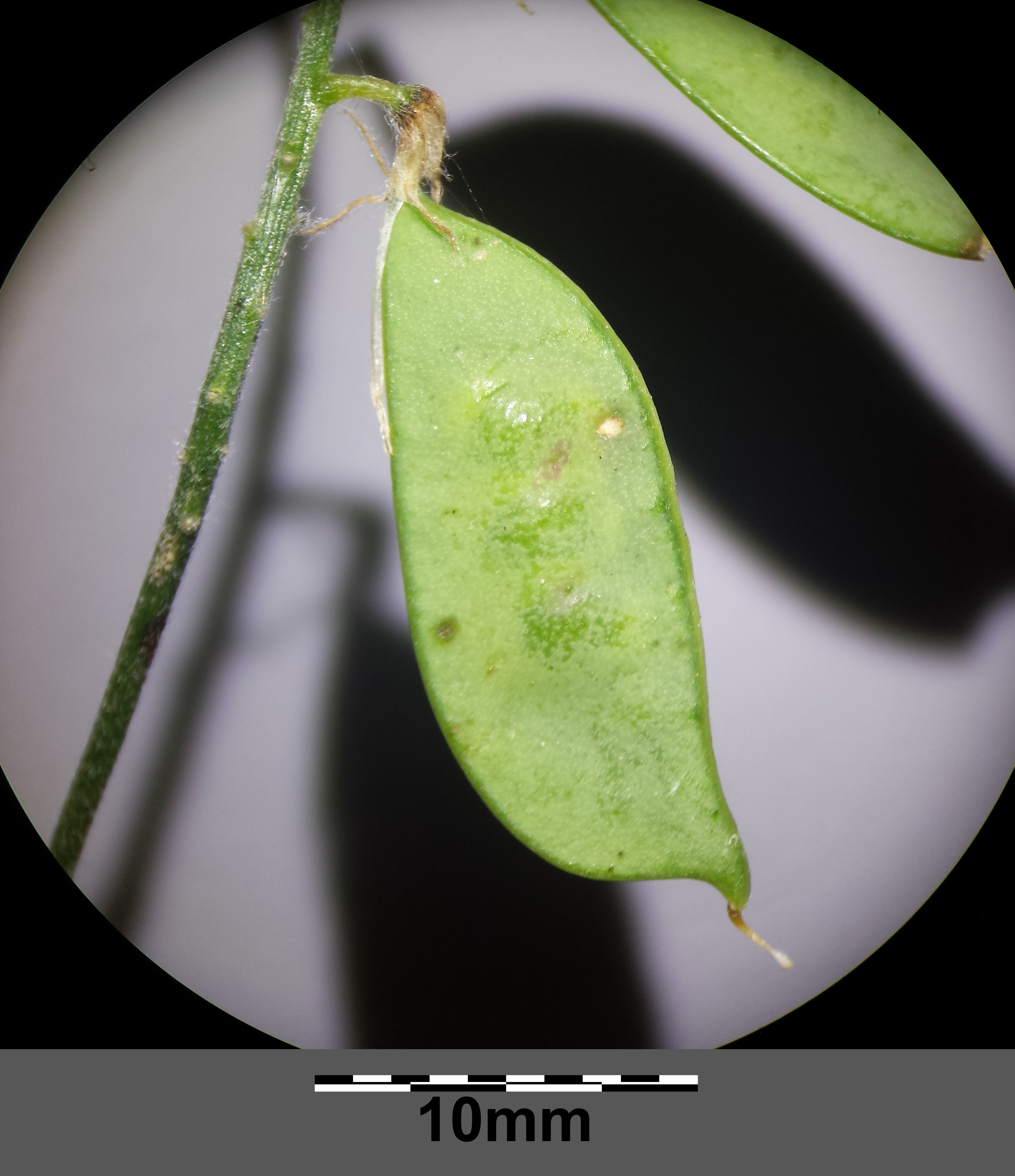
Strąk

## Biologia i ekologia

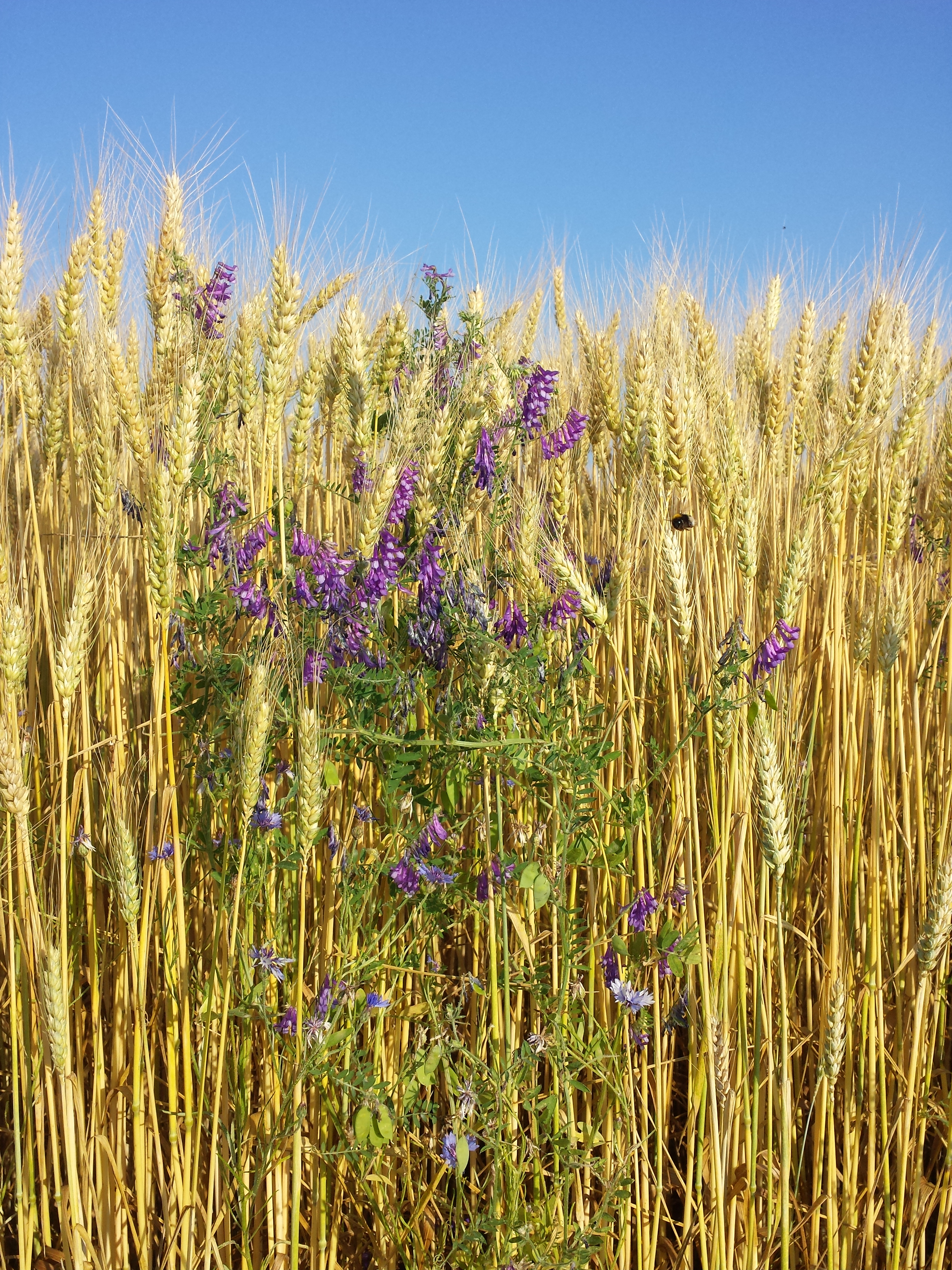
Wyka kosmata w uprawie zboża

Roślina jednoroczna lub dwuletnia (hemikryptofit). Kwitnie od czerwca do sierpnia. Liczba chromosomów: 2n = 14. We florze Polski jest kenofitem. Występuje często w wielu regionach kraju. Zasiedla pola, łąki, miejsca ruderalne.

## Zastosowanie
Roślina pastewna, uprawiana na glebach piaszczystych w celach paszowych razem z żytem lub pszenicą. Bywa wysiewana także jako oddzielny siew. Jest cenną paszą chętnie zjadaną przez zwierzęta, zawierającą dużo białka.